# Падеж (Лашко)
Падеж (словен. Padež) — поселення в общині Лашко, Савинський регіон, Словенія. Висота над рівнем моря: 636,8 м.